# Limoniastrum guyonianum
Limoniastrum guyoniamnum, salado del Sahara, en árabe zeïta o zita es un arbusto de la familia de las plumbagináceas.

## Descripción
Arbustos perennifolios altos de 5-15 dm, hermafrodita, muy ramificados, bráctea interna de la espiguilla espinosa. Tallos y ramas pardo verdosas pero, al igual que Limoniastrum monopetalum, tiene aspecto blanquecino-ceniciento al estar cubiertas en gran parte por granulaciones calcáreas.  Hojas alargadas y estrechas,  (30-60 x 2-4 mm) de color verde grisáceo, coriáceas, con incrustaciones calcáreas, carnosas, sésiles, formando en la base una especie de vaina que rodea el tallo.
Inflorescencia ramosa, sin hojas, con ramificaciones en zig-zag; cáliz tubular, no anguloso, de unos 7 mm, con 5 dientes agudos muy cortos, rojizo; está incluido en una bráctea que apenas deja ver de él su parte superior; corolas  (10-20 mm de diámetro) de color purpurina o rosa intenso con los pétalos soldados en la mitad inferior, parte libre con 5 lóbulos muy extendidos. En el centro aparecen 5 estambres muy vistosos por sus anteras amarillas ; bráctea interna con borde membranoso y claramente excediendo la bráctea externa.
Fruto diminuto, oval, membranáceo en el interior del cáliz persistente.

## Distribución y hábitat
Florece en mayo-octubre y fructifica en julio-diciembre. Se le encuentra en suelos salinos, terrenos limoso-arenosos en zonas desérticas; común en el norte del Sahara argelino y tunecino, especialmente alrededor de grandes chotts; llega a Tademaït y Fezzan en el sur, desaparecidos en el sur de Marruecos. Es una planta endémica del norte de África. Sahara septentrional, Tradicionalmente en Argelia y Túnez. Pero actualmente su presencia se conoce desde Marruecos oriental (llanura del Gareb) hasta Egipto.